# Russen-Denkmal

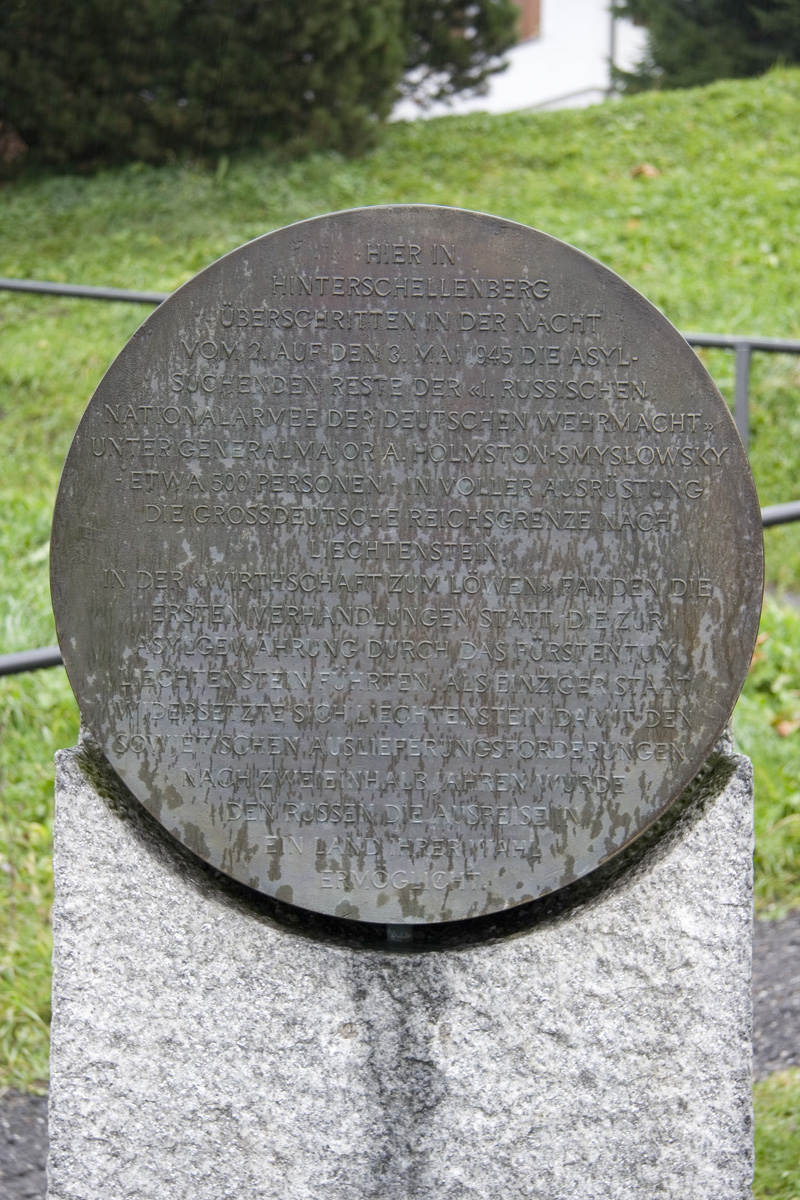
Das Russen-Denkmal

Das sogenannte Russen-Denkmal ist ein Gedenkstein in Hinter-Schellenberg in Liechtenstein, welcher sich nahe der Taverne „Wirtschaft zum Löwen“ befindet. Er erinnert an die Flucht der 1. Russischen Nationalarmee, die während des Zweiten Weltkrieges mit der Wehrmacht kollaborierte, über die damalige Reichsgrenze nach Liechtenstein, um dort Asyl zu beantragen.

## Beschreibung
Bei dem Denkmal handelt es sich um einen Sockel, an dem eine runde Gedenktafel angebracht ist. Am Sockel ist folgende Inschrift zu lesen:

ZUR ERINNERUNG ERRICHTET DURCH DIE GEMEINDE SCHELLENBERG AM 3. MAI 1980 IM BEISEIN VON GENERALMAJOR A. HOLMSTON-SMYSLOWSKY

Auf der Gedenktafel befindet sich folgende Inschrift:

HIER IN HINTERSCHELLENBERG ÜBERSCHRITTEN IN DER NACHT VOM 2. AUF DEN 3. MAI 1945 DIE ASYLSUCHENDEN RESTE DER «1. RUSSISCHEN NATIONALARMEE DER DEUTSCHEN WEHRMACHT» UNTER IHREM GENERALMAJOR A. HOLMSTON–SMYSLOWSKY — ETWA 500 PERSONEN — IN VOLLER AUSRÜSTUNG DIE GROSSDEUTSCHE REICHSGRENZE NACH LIECHTENSTEIN. IN DER «WIRTHSCHAFT ZUM LÖWEN» FANDEN DIE ERSTEN VERHANDLUNGEN STATT, DIE ZUR ASYLGEWÄHRUNG DURCH DAS FÜRSTENTUM LIECHTENSTEIN FÜHRTEN. ALS EINZIGER STAAT WIDERSETZTE SICH LIECHTENSTEIN DAMIT DEN SOWJETISCHEN AUSLIEFERUNGSFORDERUNGEN. NACH ZWEIEINHALB JAHREN WURDE DEN RUSSEN DIE AUSREISE IN EIN LAND IHRER WAHL ERMÖGLICHT.